# گسیل‌های عثمانی به آچه

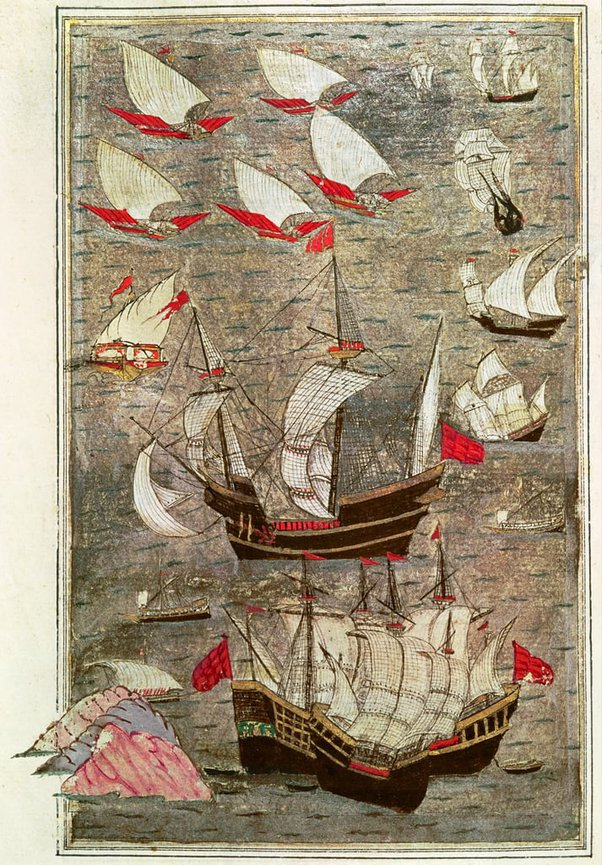
ناوگان عثمانی در اقیانوس هند در قرن شانزدهم

گسیل‌های عثمانی به آچه از سال ۱۵۶۵ میلادی با تلاش امپراتوری عثمانی برای پشتیبانی از سلطان‌نشین آچه در جنگ علیه امپراتوری پرتغال در ملاکا آغاز شد. این گسیل در پی اعزام فرستاده‌ای از طرف سلطان آچه علاءالدین ریایات شاه قهار به سلیمان یکم در سال ۱۵۶۴ و احتمالاً در اوایل سال ۱۵۶۲ انجام شد که پشتیبانی از آچه در برابر پرتغال را درخواست می‌کرد.

## روابط عثمانی و آچه

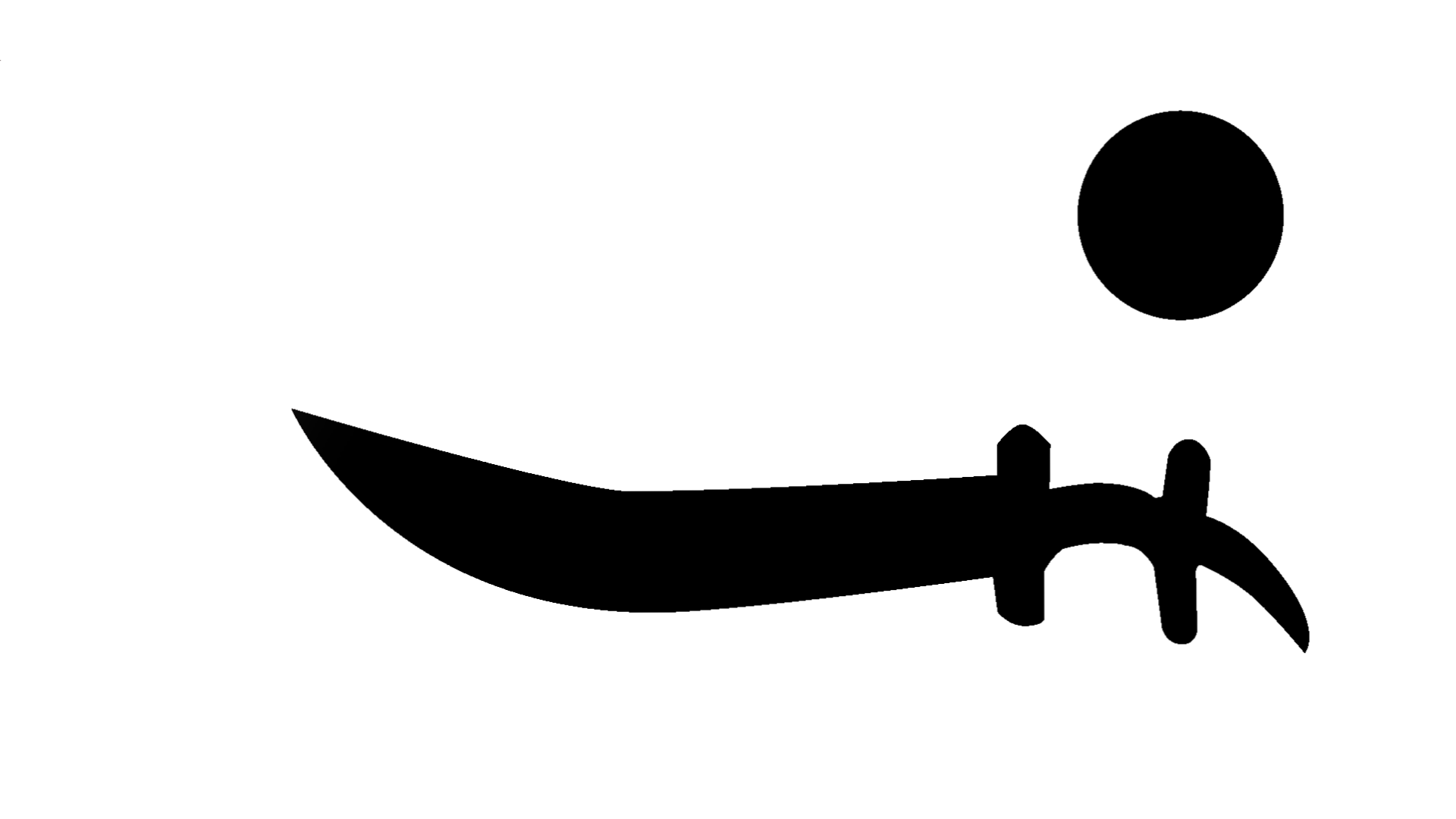
نماد جنگی

حداقل از دهه ۱۵۳۰ اتحادی غیررسمی میان آچه و عثمانی برقرار بود. سلطان علاءالدین به دو دلیل اخراج پرتغالی‌ها از ملاکا و گسترش قدرتش در سوماترا به گسترش روابط علاقه‌مند بود. مطابق نوشته‌های دریادار پرتغالی فردیناند مندس پینتو، نخستین ناوگان عثمانی در سال ۱۵۳۹ متشکل از ۳۰۰ عثمانی (شامل مصری)، سواحلی، سومالیایی‌های موگادیشو و دولت‌شهرهای پیرامونش، سندی‌های دبال و تهته، گجراتی‌های سورات و حدود ۲۰۰ دریانورد مالاباری اهل جنجیره برای کمک رسانی به منطقه باتاک و ناحیه دریایی جنوب شرق آسیا بود.
به نظر می‌رسد آچه در پی ارسال فرستاده در سال ۱۵۶۲ کمک‌هایی از عثمانی دریافت کرده و با پشتوانه این کمک‌ها سلطان‌نشین‌های آرو و جوهور را در سال ۱۵۶۴ فتح کرده بود.

## گسیل‌های عثمانی
در سال ۱۵۶۴ علاءالدین ریایات شاه قهار فرستاده دیگری را به دربار عثمانی روانه کرد. او در پیامش حاکم عثمانی را خلیفه اسلام نامیده بود.
پس از مرگ سلطان سلیمان در سال ۱۵۶۶، پسرش سلیم دوم دستور به فرستادن چند کشتی به آچه داد. تعدادی سرباز، اسلحه ساز و مهندس به همراه تجهیزات نظامی کافی با ناوگان عثمانی اعزام شدند. اولین ناوگان اعزامی متشکل از ۱۵ گالای مجهز به توپخانه بود که برای مبارزه با یک شورش در یمن تغییر مسیر داد. سرانجام فقط دو کشتی در سالهای ۱۵۶۶ و ۶۷ وارد آچه شدند، اما ناوگان‌ها و محموله‌های دیگری نیز در پی آن‌ها فرستاده شد. ناوگان نخست به دست کردوغلو خضر رئیس رهبری شد. آچه‌ای‌ها هزینه حمل و نقل را با مروارید، الماس و یاقوت پرداخت می‌کردند. در محاصره ملاکا به دست آچه در سال ۱۵۶۸ اگرچه به نظر نمی‌رسد که عثمانی‌ها در آن مستقیماً مشارکت داشتند؛ به نظر می‌رسد که برای جنگ مهمات تهیه کردند، هرچند به دلیل تهاجم پیوسته به قبرس و شورش در عدن قادر به تهیه مقادیر زیادی از مهمات نبودند.
عثمانی‌ها به آچه‌ای‌ها چگونگی ساخت توپ را یاد دادند. در آن دوران صنعت ساخت چنین سلاح‌هایی در سراسر آسیای جنوب شرقی گسترش یافته بود و توپ‌های مشهوری در ماکاسار، ماتارام، جاوه، مینانگ‌کابائو، ملاکا و برونئی ساخته می‌شد. بسیاری از این توپ‌های نادر توسط استعمارگران اروپایی گرفته شدند و گفته می‌شود ناقوس چندین کلیسای هلندی در آچه از سلاح‌های ذوب شده عثمانی ساخته شده‌است. برخی از این ناقوس‌ها هنوز دارای هلال عثمانی هستند. در آغاز قرن هفدهم آچه دارای حدود ۱۲۰۰ توپ برنز متوسط و حدود ۸۰۰ سلاح دیگر مانند اسلحه‌های گردان و شمخال بود.

## پیامدها
این گسیل منجر به افزایش تبادلات بین آچه و امپراتوری عثمانی در زمینه‌های نظامی، تجاری، فرهنگی و مذهبی شد. حاکمان بعدی آچه این مبادلات را با امپراتوری عثمانی ادامه دادند و به نظر می‌رسد کشتی‌های آچه‌ای با پرچم عثمانی دریانوردی می‌کردند.
روابط بین آچه و امپراتوری عثمانی تهدید بزرگی برای پرتغالی‌ها بود و مانع از ایجاد موقعیت تجاری انحصاری در اقیانوس هند می‌شد. آچه، خصوصاً در زمان سلطنت اسکندر مودا، که دارای زرادخانه‌ای متشکل از ۱۲۰۰ توپ و ۸۰۰ سلاح دیگر بود، یک دشمن عمده تجاری برای پرتغالی‌ها به شمار می‌آمد و احتمالاً نسبت به آنان بیشتر تجارت ادویه را کنترل می‌کرد. پرتغالی‌ها برای منافع خود سعی در تخریب محور تجاری آچه- عثمانی-ونیز داشتند و از این رو برنامه‌هایی را برای حمله به دریای سرخ و آچه داشتند، اما به دلیل کمبود نیروی انسانی در اقیانوس هند موفق به آنجام نشدند.
هنگامی که آچه در سال ۱۸۷۳ توسط هلندی‌ها مورد حمله قرار گرفت و جنگ آچه شکل گرفت، حکومت آچه به پیمان قبلی خود با امپراتوری عثمانی به عنوان یکی از دولت‌های خراج‌گذار آن استتناد کرد. این ادعا توسط قدرت‌های غربی رد شد. آچه بار دیگر از عثمانی درخواست کمک نظامی کرد، اما ناوگانی که در ابتدا برای کمک فرستاده شده بود، برای سرکوب شورش زیدی‌ها به یمن هدایت شد و در نهایت آچه شکست خورد و به قلمرو هند شرقی هلند پیوست.